# Phlugis thai
Phlugis thai är en insektsart som beskrevs av Brigitte Helfert och Sänger 1998. Phlugis thai ingår i släktet Phlugis och familjen vårtbitare. Inga underarter finns listade i Catalogue of Life.